# Треишедо
Треишедо (Treixedo) е село в Португалия, намиращо се близо до Санта Комба Дау, окръг Визеу. Има население 1104 души (2001).
Треишедо е старо село (първото документирано назоваване на селището е в латински текст от 974 година), заобиколено от долини и горски хълмове.